# Партенон
Партенон (стгрч. Παρθενών, грч. Παρθενώνας) је храм посвећен грчкој богињи Атини, заштитници града Атине, изграђен у 5. веку п. н. е. на Акропољу. То је најзначајнија сачувана грађевина класичног стила, која се сматра врхунцем развоја дорског стила. Његове декоративне скулптуре убрајају се у најважнија дела старогрчке уметности. Партенон се сматра трајним симболом античке Грчке и атинске демократије, и спада у највеће светске културне споменике. Грчко министарство културе тренутно спроводи пројекат рестаурације и реконструкције.

Партенон је изграђен уместо старијег храма посвећеног Атини, познатог под називом Пре-Партенон или Старији Партенон који је уништен у инвазији Персијанаца из 480. п. н. е.
Као и већина грчких храмова, Партенон је коришћен као трезор, а једно време је био трезор Делског савеза. У 6. веку Партенон је коришћен као хришћанска црква посвећена Богородици. Након што су Турци освојили Грчку, коришћен је као џамија почетком друге половине петнаестог века, око 1460. године и у то време је имао и минарет.
Пред крај седамнаестог века, 28. септембра 1687. године, турско складиште муниције које се налазило унутар зграде је било погођено млетачким гранатама. Резултујућа експлозија је у знатној мери оштетила Партенон и његове скулптуре, а заповедник млетачке војске, Венецијанац Франческо Моросини је постао познат као човек који је разорио Партенон.
Почетком деветнаестог века, 1806. године, Томас Брус, седми ерл од Елгина је однео неке од сачуваних скулптура, захваљујући дозволи Турака. Те скулптуре, данас познате као Елгинов или Партенонски мермер, су продате 1816. године Британском музеју у Лондону, где су и данас изложене. Још од 1983, на предлог тадашње министарке културе Мелине Меркури, грчка влада настоји да врати скулптуре у Грчку, али, за сада, без успеха.

## Пројекат и конструкција
Први напори да се изгради светилиште посвећено Атини Партенос („девици Атини“) на месту данашњег Партенона учињени су убрзо по завршетку Маратонске битке, око 490-88 п. н. е, на масивној кречњачкој основи која се простирала јужним делом акропољског врха. Та зграда је заменила хекатомпедон (у значењу „зграда од сто стопа“) и вероватно је стајала поред архајског храма посвећеног Атини Полиас („градској Атини“). Пре-Партенон или Старији Партенон, како се често назива, је још увек био у изградњи када су Персијанци опљачкали град 480. п. н. е. и сравнили Акропољ са земљом.

Средином петог века, када је атински Акропољ постао седиште Делског савеза, а Атина била највећи културни центар свог времена, Перикле је покренуо амбициозни грађевински пројекат који је трајао скоро педесет година. Најважније грађевине које се данас могу видети на Акропољу – Партенон, Пропилеји, Ерехтејон и храм Атине Нике – подигнути су у том периоду. Изградњу Партенона је надгледао вајар Фидија, који је био задужен и за скулптуралну декорацију. Архитекте Иктин и Каликрат започели су са градњом 447. п. н. е. а зграда је завршена до 432. године, али је рад на декорацији потрајао бар још годину дана. Неки финансијски извештаји везани за градњу Партенона који су сачувани до данас показују да је највећи појединачни трошак било пребацивање камена са планине Пентели, удаљене око 16 km од Атине, на Акропољ. Новац је делом обезбеђен из трезора Делског савеза, који је пресељен из Панхеленског светилишта у Делосу на Акропољ 454. п. н. е.
Иако је оближњи Хефестов храм најочуванији пример храма грађеног дорским стилом, Партенон је, у своје време, сматран најлепшим. Храм, писао је Џон Џулијус Норвич,
| „ | носи репутацију најсавршенијег дорског храма икад саграђеног. Чак и у античко време, његова архитектурална чистота била је легендарна, а посебно суптилно слагање кривина стилобата, сужених зидова наоса и стубова благо испупчених у средини. | ” |

Ефекат испупчености стубова даје Партенону значајну дозу суптилности у поређењу са претходно подигнутим храмовима чији су стубови упадљиво налик цигаретама. Стилобат је основа која је носила стубове, и, као и код већине других храмова из класичног периода
,
била је незнатно заобљена у облику параболе окренуте нагоре што је примарно омогућавало отицање кишнице. Из тог разлога могло би се помислити да су стубови померени ка споља, али, у стварности, они су лако нагнути ка унутрашњости, а како су сви исте висине, закривљеност спољашње ивице стилобата се преноси на архитрав и кров здања:
„па све следи правило да је постављено у облику благих лукова“ приметио је Горем Стивенс указавши на чињеницу да је западна фасада саграђена на незнатно вишем нивоу од источне.

Не постоји усаглашени став шта је требало да буде ефекат ових финих оптичких детаља; често се сматра да је требало да оживи оно што је могло да делује као инертна маса у случају зграде изграђене без облина, али би поређење требало вршити са претходницима Партенона који су били приметно заобљени, а не са замишљеним праволинијским храмом.
Неке од студија Акропоља које се баве и Партеноном, показују да доста његових размера апроксимира златни пресек. Фасада Партенона, као и њени елементи могу бити уписани у златне правоугаонике.

Аргумент да је златни пресек био укључен у архитектуру Партенона се у скорашњим студијама доводи у сумњу.

Ако се мери са највишег степеника, основа Партенона има димензије 69,5 x 30,9 метара (228 x 101,4 стопе). Наос је био дугачак 29,8 метара и широк 19,2 метра (97,8 x 63 стопе), са унутрашњим дорским колонадама поређаним у два низа, структурално неопходна да носе кров. Спољни дорски стубови имају пречник 1,9 m (6,2 ft) и високи су 10,4 m (34 ft). Стубови у угловима имају незнатно већи пречник. Партенон је имао укупно 46 спољних и 19 унутрашњих стубова. Стилобат је испупчен у односу на свој центар па су источна и западна ивица ниже од њега за 6, а северна и јужна за 11 cm. Кров је био покривен великим мермерним плочама које су се преклапале, познатим као имбрекси и тегуле.

## Скулптурална декорација
Партенон, дорски храм са јонским карактеристикама и портиком који је имао један ред од осам стубова, чувао је у себи хризелефантинску статуу Атине Партенос што значи да су њени откривени делови тела рађени слоновачом, а одећа и накит рађени у позлати. Била је дело Фидије и постављена је у храм 439-438. п. н. е. Декорације у камену су, у оригиналу, биле обојене.

У време изградње, храм је био посвећен Атини, иако је градња трајала скоро до почетка Пелопонеског рата 432. п. н. е. Скулптурална декорација дорских метопа на фризу изнад спољашње колонаде и јонских фризова изнад горњег дела зидова наоса завршена је до 438. п. н. е. Богатство Партенонове декорације фризова и метопа је у сагласности са његовом функцијом храма који је служио као трезор. У задњем делу наоса су се чували новчани прилози Делског савеза, чији је Атина била водећи члан.

### Метопе
Деведесет две метопе на Партенону су биле исклесане у дубоком рељефу, што је била пракса до тада примењивана само на трезорима (зградама у којима су чувани дарови намењени боговима). Неки извори наводе да је разлог за употребу дубоког рељефа била чињеница да је метопе требало посматрати из даљине.

Према сачуваним градитељским записима, скулптуре којима су биле украшене метопе датирају из 446-440. п. н. е. Сматра се да их је исклесао вајар Каламис. Метопе са источне стране Партенона, изнад главног улаза, приказују Гигантомахију, митске битке између богова са Олимпа и Гиганата. Метопе на западној страни посвећене су Амазономахији, митској борби Атињана протв Амазонки. Метопе на јужној страни — са изузетком у неку руку проблематичних метопа 13–20, које данас не постоје — приказују Тесалску Кентауромахију, битку Лапита, уз помоћ Тезеја, против Кентаура. Метопе са северне стране Партенона су лоше очуване, али се чини да је њихова тема била пљачкање Троје.
Метопе садрже сачуване трагове раног класичног стила који се могу приметити у анатомији глава фигура, у ограничавању телесних покрета на контуре а не на њихов приказ помоћу мишића, и у присуству јасно видљивих вена на фигурама које приказују Кентауромахију. Неколико метопа се још увек налази на здању, али, уз изузетак оних са северне стране, углавном су знатно оштећене. Сачуване метопе скинуте са Партенона могу се видети у Акропољском музеју и у Британском музеју, а једна се налази у Лувру.

### Фриз
Најупадљивија карактеристика архитектуре и декорације храма је јонски фриз који се протеже над спољашњим зидовима наоса. Његов плитки рељеф је исклесан на самом Партенону, у периоду 442-438. п. н. е.
Према једном тумачењу, рељефом је приказана идеализована верзија панатинске поворке од Керамеикоса до Акропоља. У овој годишњој свечаности која је сваке четврте године имала посебан облик, Атињани и странци су, учествујући, одавали почаст богињи Атини нудећи жртве и нове пеплосе.
Џоан Бретон Конели је недавно разматрала још једно тумачење фриза, уз помоћ кога је покушала да докаже да је иконографија његових рељефа заснована на грчкој митологији. Према овој интерпретацији, сцене на фризу приказују жртвовање Пандоре, најмлађе кћери Ерехтеја, богињи Атини, која је захтевала ову људску жртву да би спасила град од Еумолпа, краља Елеусине, који је окупио војску да би напао Атину.

### Тимпанони
Географ Паусанија је у својим записима о Акропољу који је посетио крајем 2. века не. само укратко споменуо скулптуре које су се налазиле на тимпанонима храма, посвећујући већи део својих записа статуи богиње, направљеној од злата и слоноваче, и смештеној унутар храма.

#### Источни тимпанон
Источни тимпанон приповеда о Атинином рођењу. Према грчкој митологији, Зевс је, због јаке главобоље, позвао у помоћ Хефеста, коме је наредио да га удари по главим својим ковачким чекићем да би олакшао свој бол. Када је Хефест то учинио, Зевсова глава се располовила и из ње је изашла богиња Атина у пуној ратној опреми. Скулптурална композиција приказује тренутак Атининог рађања.
Реконструкција распореда скулптура је рађена на основу цртежа које је начинио Жак Кари 1674. године. На несрећу, централне фигуре тимпанона су уништене раније, због чега су све претпоставке како је тачно изгледао рељеф предмет нагађања и спекулација. Претпоставља се да су најважнији богови са Олимпа стајали око Зевса и Атине посматрајући чудесан догађај, и да су им Хефест и Хера највероватније били најближи.

#### Западни тимпанон
Западни тимпанон је приказивао такмичење између Атине и Посејдонa за част да постану заштитник града Атине. Њихове фигуре су заузимале централни део композиције, и биле су приказане како се раздвајају у наглашеним дијагоналним линијама. Атина је у руци држала дрво маслине, а Посејдон свој трозубац којим је кренуо да удари у земљу. Са обе стране су били окружени коњима који вуку кочије, а остатак композиције ка крајевима је био попуњен легендарним личностима атинске митологије.
Радови на тимпанонима су трајали од 438. до 432. п. н. е. Скулптуре које су се налазиле на њима су врхунски примерци класичне грчке уметности. Урађене су потпуно тродимензионално, иако је њихово постављање на храм значило да део окренут зиду тимпанона никада неће бити доступан оку посматрача. Фигуре су приказане у природним покретима, а танка тканина у коју су били обучени дозвољавала је да тело које покрива буде прави фокус композиције.

### Атина Партенос
Једина скулптура која је припадала Партенону, а за коју се са сигурношћу зна да је дело Фидије

је била статуа богиње Атине смештена у наосу. Ова масивна хризелефантинска скулптура није сачувана, и данас је познато како је изгледала само захваљујући копијама, осликаним вазама, накиту, новчићима и књижевним описима.

## Старији Партенон
Први напори да се изгради светилиште посвећено Атини Партенос на месту данашњег Партенона су учињени убрзо по завршетку битке на Маратону (око 490—88. п. н. е.). Та зграда је заменила хекатомпедон („сто стопа“ — наос овог храма је имао димензије 32,8 x 16,4 метара, односно 100 x 50 стопа, па отуд и његово име

), и требало би да се налазила поред архајског храма посвећеног Атини Полиас. „Старији Партенон“, како се често назива, је још увек био у изградњи у време када су Персијанци опљачкали град 480. п. н. е. и уништили Акропољ. Постојање првог Партенона и његово уништење су били познати захваљујући Херодоту

и чињеници да су делови његових стубова уграђени у зид северно од Ерехтејона били јасно видљиви. Даљи материјални докази постојања ове грађевине су откривени у ископавањима која је спровео Патагијотис Кавадијас (Patagiotis Kavvadias) у периоду од 1885. до 1890. године.
 Његова открића су навела тадашњег управника Немачког археолошког института, Вилхелма Дурпфелда, да изнесе претпоставку да је постојала старија зграда која је послужила као основа за данашњи Партенон, али да се није налазила испод њега како се раније сматрало. Дурпфелд јој је дао име Партенон I.

Приметио је да су прва два степеника старијег Партенона била начињена од обичног порозног кречњака, истог оног који је употребљен за основу, док је последњи степеник био од тврђег (Karrha) кречњака и покривен најнижим степеником Периклеовог Партенона (у Дурпфелдовој терминологији Партенона III).

Та платформа је била мања и незнатно померена ка северу, у односу на данашњи Партенон, указујући на то да је била изграђена за неко друго здање које је у том тренутку било потпуно прекривено. Ова слика је била још више закомпликована објављивањем коначног извештаја о ископавањима из 1885—90. године, који је давао каснији датум изградње првог храма и указивао да је претходна зграда била подигнута у време Кимонових зидова.

Ако је оригинални Партенон заиста био срушен 480. п. н. е., поставља се питање зашто је то место остало у рушевинама више од 3 деценије. По једном тумачењу, грчки савезници су положили заклетву пре битке код Платеје, 479. п. н. е.,

да никада неће поново изградити светилишта која су уништили Персијанци. Атињани су били ослобођени те заклетве тек склапањем Калијиног мира 450. п. н. е.

Недуховни разлог, цена реконструисања Атине после пљачки Персијанаца, је подједнако вероватан. Међутим, ископавања која је водио Берт Хоџ Хил (енгл. Bert Hodge Hill) довела су до тога да претпостави постојање другог Партенона, који је саграђен у време Кимона, после 468. п. н. е.

Хил је тврдио да је степеник од чвршћег кречњака, за који је Дурпфелд претпоставио да представља највиши степеник Партенона I, у ствари најнижи од три степеника Партенона II. Према Хилу, димензије његовог стилобата су биле 23,51 x 66,88 метара.
Тешкоћа у одређивању старости првог Партенона је последица чињенице да у време ископавања из 1885. године није у потпуности био развијен археолошки метод релативног датовања; немарно копање и затрпавање налазишта је имало за последицу губитак велике количине драгоцених информација. Двотомна студија коју су објавили Греф и Ланглоц у периоду 1925—1933. године је покушала да разумно објасни остатке пронађене на Акропољу.

Ово је инспирисало америчког археолога Вилијама Динсмура (енгл. William Bell Dinsmoor) да покуша да смести основу храма и пет сакривених зидова у одговарајући временски период. Закључио је да Партенон I није могао бити изграђен пре 495. п. н. е. што је било у контрадикцији са годином коју је навео Дурпфелд.

Поред тога, Динсмур није признавао постојање две зграде као претече данашњег Партенона, сматравши Дурпфелдов Партенон II јединим претходним здањем. Динсмур и Дурпфелд су разменили своја мишљења 1935. године у Америчком археолошком журналу (American Journal of Archaeology).

## Име
Порекло назива Партенон није у потпуности јасно. Према Џефрију Харвиту (Jeffrey M. Hurwit), његово значење могло би бити „посвећен девици“ или „девичански“, и чини се да се у почетку односио само на једну просторију у згради; предмет је расправа која је одаја у питању, и како је добила своје име. По једној теорији, партенон је била соба у којој су пеплосе дариване Атини у време Панатенеја ткале четири младе девојке посебно изабране да служе богињи сваке године.

Кристофер Пелинг (Christopher Pelling) сматра да је Атина Партенос можда успоставила дискретан култ Атине, који је био блиско повезан, али не и идентичан култу Атине Полијас.

По овој теорији, Партенон значи „храм богиње девице“, и односи се на култ Атине Партенос који је био повезан са здањем.

Епитет партенос (грч. παρθένος), чије порекло такође није јасно,

је означавао „девицу, неудату жену“, и посебно се користио за Артемиду, богињу дивљих животиња, лова, и вегетације, и Атину, богињу рата, занатлија и мудрости.

Такође се претпоставља да име храма алудира на девице (parthenoi), чије је узвишено жртвовање гарантовало сигурност града.

У сваком случају, први пут се са термином Партенон који се користи да означи цело здање, сусреће код Демостена, у 4. веку п. н. е. На рачунима из времена изградње (5. век п. н. е.) Партенон се једноставно назива ho neos („храм“). По неким изворима, архитекте Партенона, Мнесикле и Каликрат, су га називале Хекатомпедос („здање од сто стопа“) у свом трактату о атинској архитектури који је временом изгубљен.
У 4. веку и касније, зграда је позната под именом Хекатомпедос или Хекатомпедон једнако као и Партенон; Књижевник Плутарх у 1. веку не. назива зграду Хекатомпедон Партенон.

## Трезор или храм?
Архитектурално посматрано, јасно је да је Партенон храм, који је својевремено чувао познату Фидијину статуу богиње Атине и блага која су јој нуђена. Како су се права жртвовања у Старој Грчкој увек одвијала на жртвенику под ведрим небом, што је било у складу са религиозним обичајима, Партенон се не уклапа у неке дефиниције „храма“, пошто у њему нису нађени остаци жртвеника. Због тога су неки научници тврдили да је зграда коришћена само као трезор. Овај став је формиран још крајем 19. века, али је последњих година добио на значају. Већина научника још увек посматра Партенон у духу у ком је Волтер Беркерт (Walter Burkert) описао грчко светилиште, које се састојало од теменоса, олтара са жртвеником и лика божанства коме је било посвећено.

## Каснија историја

### Хришћанска црква
Партенон се одржао као храм посвећен Атини скоро хиљаду година. Сигурно је да је у 4. веку не. још увек био неоштећен, иако је у то време био толико стар колико је данас стара катедрала Нотр Дам у Паризу, и знатно старији од базилике Светог Петра у Риму. Али, до тог времена, Атина је сведена на провинцијски град Римског царства, иако је имала знамениту прошлост. Један од римских царева је у 5. веку не. однео велику статуу богиње Атине у Цариград, где је она касније уништена, вероватно у време Четвртог крсташког рата, 1204. године.
Убрзо после тога, Партенон је преобраћен у хришћанску цркву. У време Византијског царства био је посвећен Девици Марији, као Богородичина црква, и, по значају, четврто место на које су људи одлазили у ходочашће у Источном римском царству, одмах после Цариграда, Ефеса и Солуна.

Цар Василије II Бугароубица је 1018. године пошао на ходочашће у Атину, одмах после своје коначне победе над Бугарима из јединог разлога да искаже своју дубоку религиозну посвећеност на Партенону.

У средњовековним грчким записима среће се термин храм Theotokos Atheniotissa, а често се на њега индиректно позива као на познати храм, без објашњавања о ком здању се тачно ради, што значи да је заиста био општепознат.

У време Латинског царства, читава два и по века, Партенон је служио као католичка црква посвећена Богородици. Преобраћање храма у цркву подразумевало је рушење унутрашњих стубова и неких зидова наоса, као и изградњу апсиде на источном крају. Последица је било неизбежно уклањање и растурање појединих скулптура. Оне које су представљале богове су биле или реинтерпретиране у складу са хришћанском вером или склоњене и уништене.

### Време османске власти
Средином 15. века, 1456. године, Атина је постала део Османског царства, и Партенон је поново преобраћен у џамију. Супротно каснијим погрешним схватањима, Турци су прилично поштовали древне споменике на својој територији и нису својевољно уништавали оно што се налазило сачувано у Атини, али нису ни чинили посебне напоре да то заштите. У време ратова, како би обезбедили грађевински материјал за зидове и ојачања, користили су делове старогрчких остатака. Партенон је добио минарет, а његова основа и степеници су још увек били у функцији, водећи до архитрава, због чега нису били видљиви споља; иначе, здање није било даље оштећивано. Европски посетиоци из 17. века, као и неки прикази Акропоља из тог времена, сведочили су да је зграда већим делом била нетакнута.
Пред крај 17. века 1687. године, Партенон је претрпео највеће оштећење од своје изградње, када су Млеци под вођством Франческа Моросинија напали Атину, а Турци утврдили Акропољ и користили Партенон као складиште барута. Топовско ђуле које су испалили Млеци из топа смештеног на брду Филопапос, 26. септембра, погодило је складиште и зграда је била делимично уништена.

Моросини је затим наставио са својим покушајима да украде скулптуре из рушевина. Оне које су се налазиле у унутрашњости Партенона су биле уништене, остаци крова су пропали, а неки од стубова, посебно они који су се налазили на јужној страни, су остали без капитела. Неке скулптуре које су се налазиле на спољашњим странама су нестале, зато што су пале на земљу, па су касније од њихових делова прављени сувенири. Данас нам је познато да су оне постојале само захваљујући цртежима француског уметника Жака Карија из 1674. године.

После тога, већи део Партенона је престао да се употребљава и подигнута је мања џамија.
У 18. веку наступио је период стагнације Османског царства; као резултат тога, више Европљана је посећивало Атину, и сликовите рушевине Партенона су биле цртане у великој мери, подстичући развој филхеленизма и помажући појављивање симпатија у Уједињеном Краљевству и Француској усмерених ка независности Грчке.
Међ тадашњим путницима и археолозима били су Џејмс Стјуарт (James Stuart) и Николас Ревет (Nicholas Revett), који су добили пуномоћ енглеског Удружења љубитеља уметности (Society of Dilettanti) да истраже рушевине класичне Атине. Они су начинили прве тлоцрте Партенона који су објављени 1787. године у другом делу књиге „Измерене и нацртане атинске старине “ (Antiquities of Athens Measured and Delineated).
На самом почетку 19. века, 1801. године, британски амбасадор у Цариграду, Томас Брус, лорд од Елгина, да би начинио моделе и цртеже акропољских антиквитета, добио је дозволу од султана да може да поруши новије грађевине ако је то било неопходно да би се видели старогрчки остаци, и да скине скулптуре са њих. Он је то схватио као дозволу да узме све склуптуре које нађе. Ангажовао је локално становништво како би их поскидао са храма, неке је покупио са земље, а неке мање комаде је откупио од мештана. Скидање скулптура је изазвало даља непоправљива оштећења на остацима Партенона, јер су неки од блокова који су чинили фриз били преполовљени како би им се смањила тежина за транспорт у Енглеску.

### Независна Грчка
Када је независна Грчка успоставила власт над Атином 1832. године, видљиви део минарета је уклоњен са Партенона, а затим су порушене све средњевњековне и османске грађевине. Ипак, до данас је сачувана слика мале џамије смештене у наос Партенона захваљујући фотографији коју је направио Жоли де Лотинијер (Joly de Lotbinière), а објавио Лербур (Lerebours) у књизи Дагеротипски излети (фр. Excursions Daguerriennes) из 1842. године као прву фотографију Акропоља.

Цео комплекс је постао заштићени историјски локалитет о коме се брине грчка влада. Данас је мета милиона туриста сваке године, који пролазе западним крајем Акропоља, кроз реновирану Пропилеју, па уз Панатински пут право до Партенона, који је окружен ниском оградом да би се спречила даља оштећења.

### Спор око Елгиновог мермера
Данас се скулптуре које је Лорд Елгин скинуо са Партенона, налазе у Британском музеју. Остале скулптуре се могу видети у париском музеју Лувр, у Копенхагену, и на још неким местима, а већина која је ипак остала у Грчкој је била смештена у Акропољском музеју. Он се налазио на самом Акропољу, са југоисточне стране Партенона. У међувремену је изграђена потпуно нова зграда музеја у коју ће бити пребачене скулптуре из Акропољског музеја.

На самој згради Партеона могуће је видети још неколико заосталих скулптура.
Грчка влада је још 1983. године покренула иницијативу да се скулптуре из Британског музеја врате Грчкој.

Сам Британски музеј је чврсто одбио да врати Елгинов мермер, а британске власти се нису показале вољним да га приморају да то учини, што би захтевало доношење одговарајућег закона. Без обзира на чврсте британске ставове, у пролеће 2007. године у Лондону су одржани преговори између представника грчког и британског министарства културе и њихових правних саветника. То је био први озбиљан састанак у последњих неколико година и чини се да су се две стране приближиле решењу проблема.

## Реконструкција
Грчка влада је 1975. године почела да се припрема за рестаурацију Партенона и других грађевина на Акропољу. Пројекат је касније привукао и Европску унију која је уложила финансијска средства и техничку помоћ. Оформљени археолошки одбор је документовао све што је нађено на терену, а архитекте су уз помоћ компјутерских модела помогле да им се пронађе оригинална локација. У неким случајевима испоставило се да је претходна реконструкција била нетачна. Посебно важне и крхке скулптуре су пребачене у Акропољски музеј. За померање мермерних блокова коришћена је дизалица која је, у време када није била употребљавана, могла да се скупи и да тако не прелази висину крова. 
Нетачне реконструкције су биле уклоњене, и почео је опрезан процес обнављања.
Партенон неће бити враћен у стање у каквом се налазио пре 1687. године, али ће штета од експлозије бити ублажена колико год је то могуће, што у интересу рестаурације структуралног интегритета здања (посебно важно зато што се налази у области склоној земљотресима), што због обнављања естетског интегритета који подразумева да ће оштећени делови стубова и горњих греда бити попуњени коришћењем прецизно исклесаним деловима мермера који ће помоћу цемента бити постављени на одговарајуће место. Нови мермер потиче из оригиналног каменолома. На крају, скоро сви велики делови мермера ће бити постављени на своје оригинално место, уз, уколико је то потребно, коришћење модерних материјала као средстава за спајање и потпору.
Мермерни блокови су, првобитно, били повезани продуженим гвозденим H спојкама које су биле у потпуности пресвучене оловом чиме је гвожђе заштићено од рђе. Спојке додате у 19. веку нису биле обрађене на тај начин, па су временом подлегле корозији. Експанзија рђе је изазвала даље пуцање мермера.

За све што је сада потребно спојити металним елементима, користи се титанијум, који је јак и лак метал, а уз то и отпоран на корозију.

## Ризици загађења
Тренутни проблем са којим се суочава Партенон је утицај загађења које је последица непрекидног раста Атине од шездесетих година прошлог века. Корозија мермера изазвана киселим кишама и великом количином саобраћаја је већ нанела непоправљиву штету неким скулптурама, а представља озбиљну опасност за цео храм. У току последње две деценије, грчка влада и град Атина су направили известан помак у решавању ових проблема, али се чини да будући опстанак Партенона није потпуно осигуран.

## Реплике Партенона
У Нешвилу, у америчкој држави Тенеси, могуће је видети реплику Партенона у природној величини која је изграђена 1897. године поводом стогодишњице уласка Тенесија у савез америчких држава. У оригиналу изграђена од гипса, дрвета и цигала, реплика је током двадесетих година 20. века срушена и поново изграђена на истој основи, али овог пута од мермера. Пред крај 20. века, око 1990. године, на централно место у унутрашњости зграде је постављена 13 метара висока реплика статуе посвећене богињи Атини, рађена на основу сачуваних записа и копија, за чију је позлату употребљено 3,5 килограма златних листића. Атина у левој руци држи штит, а у десној малу скулптуру богиње Нике.
С обзиром да је ова зграда комплетна, и да су њени украси обојени верно оригиналу колико год је то било могуће, вероватно је да прецизније приказује храм онаквим каквим су га видели стари Атињани од правог Партенона. Данас се у згради налази музеј уметности.
У ширем смислу речи, могуће је за реплику Партенона сматрати и Валхала дворану славе и части, која се налази 10 km источно од Регензбурга, у Баварској, Немачка.